# Liga polska w piłce nożnej (1939)
Liga polska w piłce nożnej 1939 – 13. edycja najwyższych w hierarchii rozgrywek ligowych polskiej klubowej piłki nożnej. Rozgrywki zostały niedokończone z powodu napaści Niemiec na Polskę i tym samym wybuchu II wojny światowej.
| Poziomy rozgrywkowe w sezonie 1938/1939 | Poziomy rozgrywkowe w sezonie 1938/1939 | Poziomy rozgrywkowe w sezonie 1938/1939 | Poziomy rozgrywkowe w sezonie 1938/1939 |
| Rozgrywki                               | P                                       | Nazwa                                   | Nazwa                                   |
| --------------------------------------- | --------------------------------------- | --------------------------------------- | --------------------------------------- |
| Centralne                               | I                                       | Liga                                    | Liga                                    |
| Okręgowe (14 okręgów)                   | II                                      | A Klasa (7 okręgów)                     | Liga okręgowa (7 okręgów)               |
| Okręgowe (14 okręgów)                   | III                                     | B klasa                                 | A klasa                                 |
| Okręgowe (14 okręgów)                   | IV                                      | C klasa                                 | B klasa                                 |
| Okręgowe (14 okręgów)                   | V                                       |                                         | C klasa                                 |

## Drużyny
| Uczestnicy poprzedniej edycji                                                                                 | Uczestnicy poprzedniej edycji | Uczestnicy poprzedniej edycji | Uczestnicy poprzedniej edycji |
| --- | ----------------------------- | ----------------------------- | ----------------------------- |
| RCH | Ruch Chorzów                  | 1                             |                               |
| WAR | Warta Poznań                  | 2                             |                               |
| WKR | Wisła Kraków                  | 3                             |                               |
| PWA | Polonia Warszawa              | 4                             |                               |
| PGL | Pogoń Lwów                    | 5                             |                               |
| AKS | AKS Chorzów                   | 6                             |                               |
| CRA | Cracovia                      | 7                             |                               |
| WAW | Warszawianka                  | 8                             |                               |
| Spadek z Ligi polskiej w piłce nożnej 1938                                                                    |                               |                               |                               |
| ŁKS | ŁKS Łódź                      | 9                             |                               |
| ŚMI | Śmigły Wilno                  | 10                            |                               |
| Awans z Ligi okręgowej 1938                                                                                   |                               |                               |                               |
| GAR | Garbarnia Kraków              | 1                             |                               |
| UNT | Union-Touring Łódź            | 2                             |                               |
| Oznaczenia: - kolumna pierwsza – skróty nazw drużyn, - kolumna trzecia – miejsce zajęte w poprzednim sezonie. |                               |                               |                               |

## Tabela
Rozgrywki niedokończone z powodu wybuchu II wojny światowej
| Lp. | Drużyna            | M  | Z | R | P  | Bramki | Bramki | Stos. | Pkt | Uwagi  |
| --- | ------------------ | -- | - | - | -- | ------ | ------ | ----- | --- | ------ |
| 1   | Ruch Chorzów       | 14 | 8 | 2 | 4  | 50     | 23     | 2,174 | 18  |        |
| 2   | Wisła Kraków       | 12 | 7 | 2 | 3  | 31     | 20     | 1,550 | 16  |        |
| 3   | Pogoń Lwów         | 13 | 7 | 2 | 4  | 27     | 22     | 1,227 | 16  |        |
| 4   | AKS Chorzów        | 12 | 6 | 3 | 3  | 30     | 14     | 2,143 | 15  |        |
| 5   | Warta Poznań       | 12 | 7 | 1 | 4  | 34     | 20     | 1,700 | 15  |        |
| 6   | Cracovia           | 13 | 7 | 0 | 6  | 23     | 32     | 0,719 | 14  |        |
| 7   | Polonia Warszawa   | 12 | 5 | 2 | 5  | 28     | 28     | 1,000 | 12  |        |
| 8   | Garbarnia Kraków   | 13 | 4 | 2 | 7  | 17     | 32     | 0,531 | 10  |        |
| 9   | Warszawianka       | 11 | 2 | 1 | 8  | 16     | 29     | 0,552 | 5   |        |
| 10  | Union-Touring Łódź | 12 | 1 | 1 | 10 | 15     | 51     | 0,294 | 3   | Spadek |

- Do 1 kwietnia 1939 Ruch Wielkie Hajduki[1].

## Wyniki

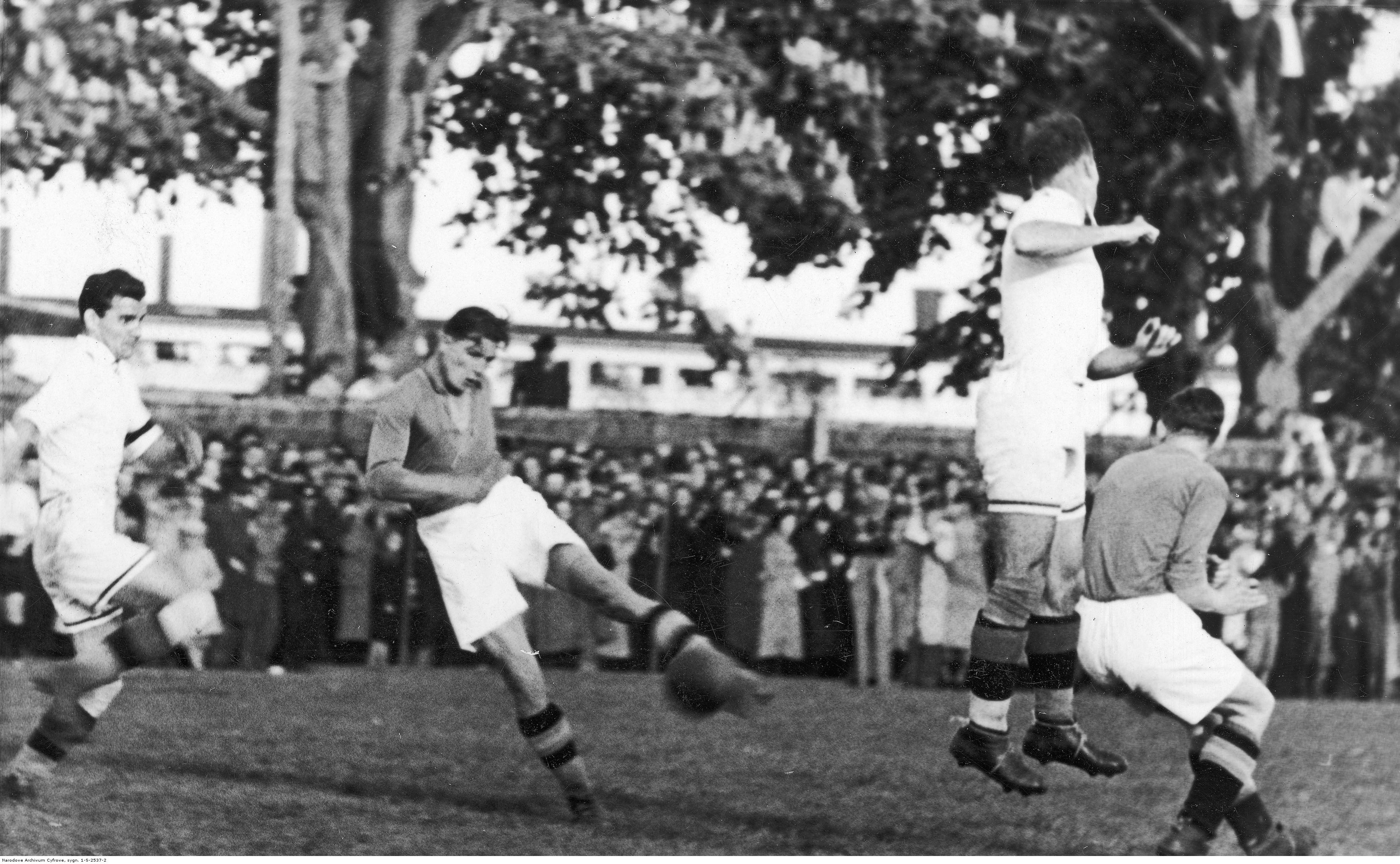
Mecz Pogoń Lwów - Ruch Hajduki Wielkie (3ː2)

| Poz. | Drużyna                | 1   | 2   | 3   | 4   | 5   | 6   | 7   | 8   | 9   | 10   |
| ---- | ---------------------- | --- | --- | --- | --- | --- | --- | --- | --- | --- | ---- |
| 1    | Ruch Chorzów           | x   |     | 4-1 |     | 1-1 | 5-1 | 2-3 | 5-0 |     | 12-1 |
| 2    | Wisła Kraków           | 0-1 | x   | 2-1 |     | 5-0 | 5-1 | 2-1 |     | 4-2 |      |
| 3    | Pogoń Lwów             | 3-2 |     | x   | 1-1 |     | 3-0 | 3-2 | 5-1 |     | 2-2  |
| 4    | AKS Chorzów            | 2-3 | 3-3 | 2-0 | x   |     | 1-2 |     | 3-0 | 0-0 |      |
| 5    | Warta Poznań           | 5-2 | 4-1 | 0-1 | 2-1 | x   |     |     | 5-0 | 4-2 | 7-0  |
| 6    | Cracovia               | 2-5 |     | 3-4 |     | 1-3 | x   | 2-1 |     | 2-1 | 1-0  |
| 7    | Polonia Warszawa       | 2-2 | 5-4 | 2-1 | 0-3 | 3-1 |     | x   |     |     | 6-1  |
| 8    | Garbarnia Kraków (b)   | 2-1 | 1-1 |     | 2-3 | 3-2 | 1-2 | 2-2 | x   |     | 2-1  |
| 9    | Warszawianka           | 0-5 | 0-1 |     | 0-4 |     | 1-3 | 5-1 | 0-2 | x   |      |
| 10   | Union-Touring Łódź (b) |     | 1-3 | 1-2 | 1-7 |     | 2-3 |     | 2-1 | 3-5 | x    |

## Najlepsi Strzelcy
| Gole | Strzelcy          | Drużyny          |
| ---- | ----------------- | ---------------- |
| 26   | Ernest Wilimowski | Ruch Chorzów     |
| 16   | Zenon Pieniążek   | Polonia Warszawa |
| 12   | Artur Woźniak     | Wisła Kraków     |

- Przy Wilimowskim inne źródła podają 25[2] lub 27 goli.